# Atloteta
El atloteta  (en griego antiguo: ἀθλοθέτης, romanizado: athothetes) era el magistrado elegido por el pueblo para preparar el premio de los concursos. Podía ocurrir que las tareas encargadas al atloteta, que eran más variadas, correspondieran poco más o menos al agonoteta. La ciudad designaba en general varios atlotetas, incluso si no había más que uno.
En Atenas, después de haber sido designados por sorteo, diez atlotetas (uno de cada tribu) no eran los únicos responsables de la preparación de los premios en las Panateneas, principales fiestas religiosas de Atenas: ellos debían también asegurarse de que fuera realizado el peplo para Atenea, y organizar la procesión así como diversos eventos y competiciones: luchas ecuestres, concursos de música, gimnásticos, y la distribución de los premios.